# Tjochatauri
Tjochatauri (georgiska: ჩოხატაური) är en daba (stadsliknande ort) i Georgien. Den ligger i regionen Gurien, i den västra delen av landet. Tjochatauri ligger 153 meter över havet och antalet invånare var 1 815 år 2014. Tjochatauri är administrativt centrum för Tjochatauridistriktet.